# Beest van Gévaudan

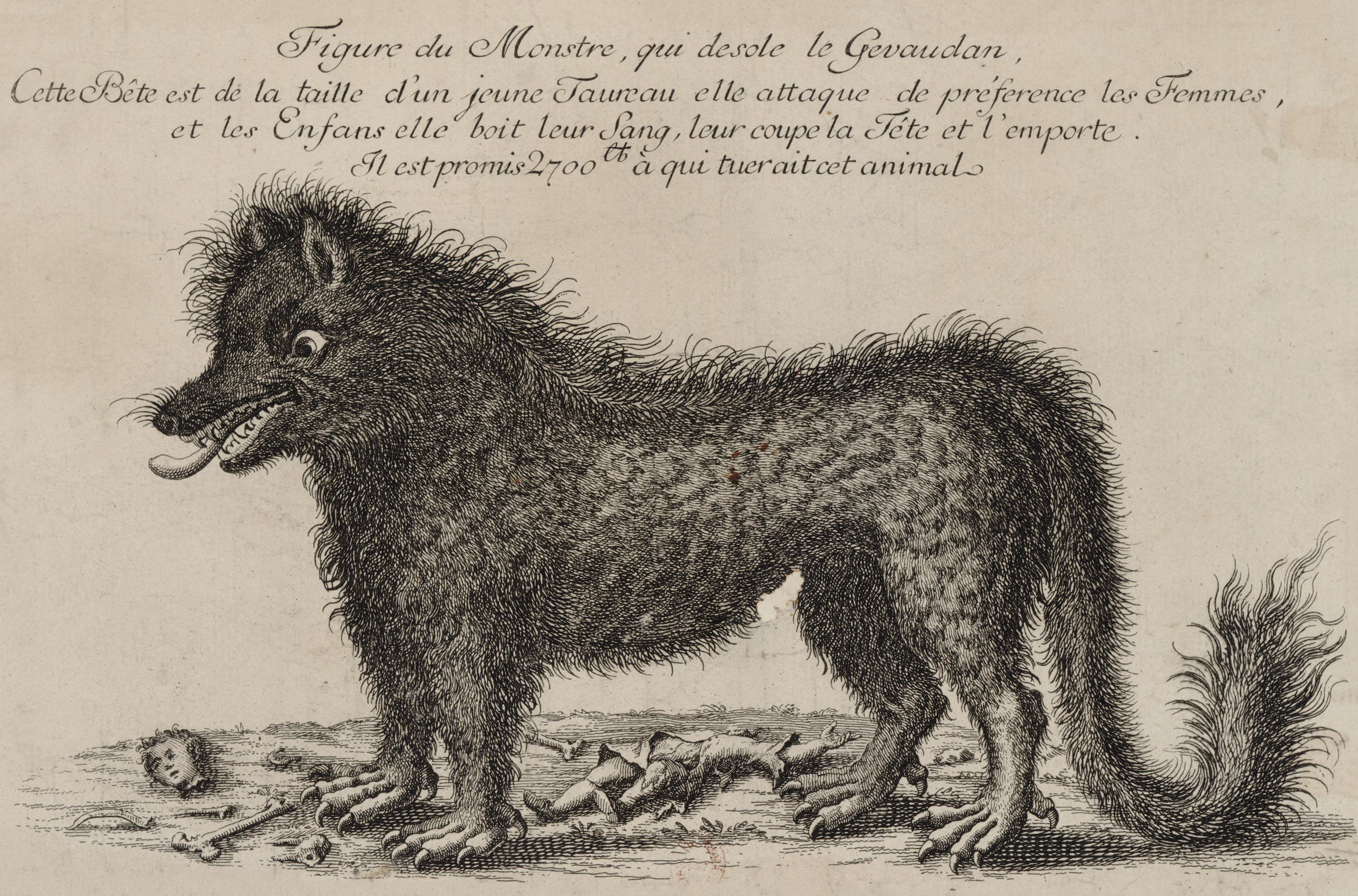
Het beest van Gévaudan
(1764), BnF

Het beest van Gévaudan (Frans: La bête du Gévaudan) was een bijzondere grote wolf of een roedel wolven die in de vroegere provincie Gévaudan (het tegenwoordige departement van Lozère) mensen aanviel en doodde. De verhalen doken voor het eerst op in de buurt van Auvergne. Het beest zou tussen 1764 en 1767 tussen de 60 en 123 mensen hebben gedood in de bergen van Margeride in Zuid-Centraal-Frankrijk. Er wordt nog steeds gespeculeerd over de exacte identiteit van het dier.
Net zoals weerwolfverhalen is het Beest van Gévaudan een populair onderwerp voor cryptozoölogisten en samenzweringstheoretici. Het dier en de sagen eromheen vormden ook de basis voor de film Le pacte des loups uit 2001. Het beest komt ook voor in de Amerikaanse MTV-serie Teen Wolf en is de bron voor de roman Ritus van Markus Heitz en de song 'Beast of Gévaudan' van de band Powerwolf.

## Aanvallen
De eerste aanval waarbij het dier beschreven werd, gebeurde op 1 juni 1764. Een vrouw uit Langogne zag een grote hond uit het bos komen, die haar direct aanviel. Het dier werd door de stieren van de boerderij weggejaagd.
De manier waarop het dier aanviel, is ongebruikelijk voor een roofdier, het richtte zich op het hoofd, terwijl andere roofdieren zich vaak richtten op de benen of de keel. Vaak werd het hoofd vermorzeld of verwijderd. Het dier scheen ook een voorkeur te hebben voor mensen. In veel gevallen viel het mensen aan terwijl er op hetzelfde moment en vlakbij ook vee en andere dieren aanwezig waren.
Door sommigen werden soortgelijke dieren, of zelfs jongen waargenomen.
Het is moeilijk om het exacte aantal slachtoffers vast te stellen. Er is een schatting gebaseerd op ambtelijke documenten waarin meer dan 198 aanvallen genoemd worden, waarbij 36 mensen gewond werden en 123 gedood. Andere bronnen hebben het over 306 aanvallen waarvan 52 gewond en 123 dood. Het dier, of de dieren, schijnen een voorkeur te hebben gehad voor vrouwen en kinderen, dit komt waarschijnlijk doordat zij vaak alleen of met z'n tweeën werkten, waardoor zij relatief eenvoudige slachtoffers waren. Mannen daarentegen werkten vaak in grotere groepen en hadden vaak ook wapens waarmee zij zich konden verdedigen.

## De jacht op het beest
Op 12 januari 1765 werd Jacques Portefaix, samen met zes vrienden, door het beest aangevallen. Ze konden hem wegjagen door bij elkaar te blijven. Deze gebeurtenis trok de aandacht van Lodewijk XV, die hen een beloning gaf van 300 livres. De koning gaf daarna een professionele wolvenjager, Jean-Charles-Marc-Antoine Vaumesle d'Enneval en zijn zoon Jean-François de opdracht om het dier te doden. Hij was persoonlijk geïnteresseerd geraakt in de materie.
De jagers kwamen met hun acht speciaal voor de wolvenjacht opgeleide bloedhonden op 17 februari 1765 aan in Clermont-Ferrand. Zij jaagden verschillende maanden op wolven omdat zij dachten dat dit de moordenaars waren. De aanvallen gingen echter gewoon door en in juni 1765 werden zij vervangen door François Antoine (die ook wel ten onrechte Antoine de Beauterne genoemd werd), de Konings luitenant van de jacht. Hij kwam op 22 juni aan in Le Malzieu.
Op 21 september 1765 doodde Antoine een grote wolf van 80 cm hoogte, 1,7 meter lang en 60 kg. De wolf werd "Le Loup de Chazes", genoemd naar de in de buurt gelegen abdij van de Chazes. Men vond het een vrij grote wolf. Antoine rapporteerde dan ook officieel: "Hierbij verklaren wij dat wij nog nooit een zo grote wolf gezien hebben. Daarom denken wij dat dit het dier is dat we zochten en dat zoveel onrust veroorzaakt heeft." Het dier werd ook door overlevenden geïdentificeerd als het beest dat hen had aangevallen, ze herkenden littekens die het beest had opgelopen.
De wolf werd opgezet en naar Versailles gestuurd. Antoine bleef om het vrouwtje en de twee volgroeide welpen van het beest op te sporen. Hij slaagde erin het vrouwtje en een van de welpen te doden. De andere welp werd verwond en er werd aangenomen dat hij het niet had overleefd. Antoine ging vervolgens terug naar Parijs, waar hij zijn beloning van meer dan 9000 livres kreeg en natuurlijk roem en diverse titels. Echter, op 2 december 1765 was er opnieuw een aanval in La Besseyre-Saint-Mary, waarbij twee kinderen zwaargewond werden. Daarna volgden nog tientallen doden.

### Jean Chastel
Volgens de legende was Jean Chastel, een plaatselijke jager, de man die in de Sogne d'Auvers op 19 juni 1767 een dier doodde, waarna de aanvallen geheel stopten.

## Galerij

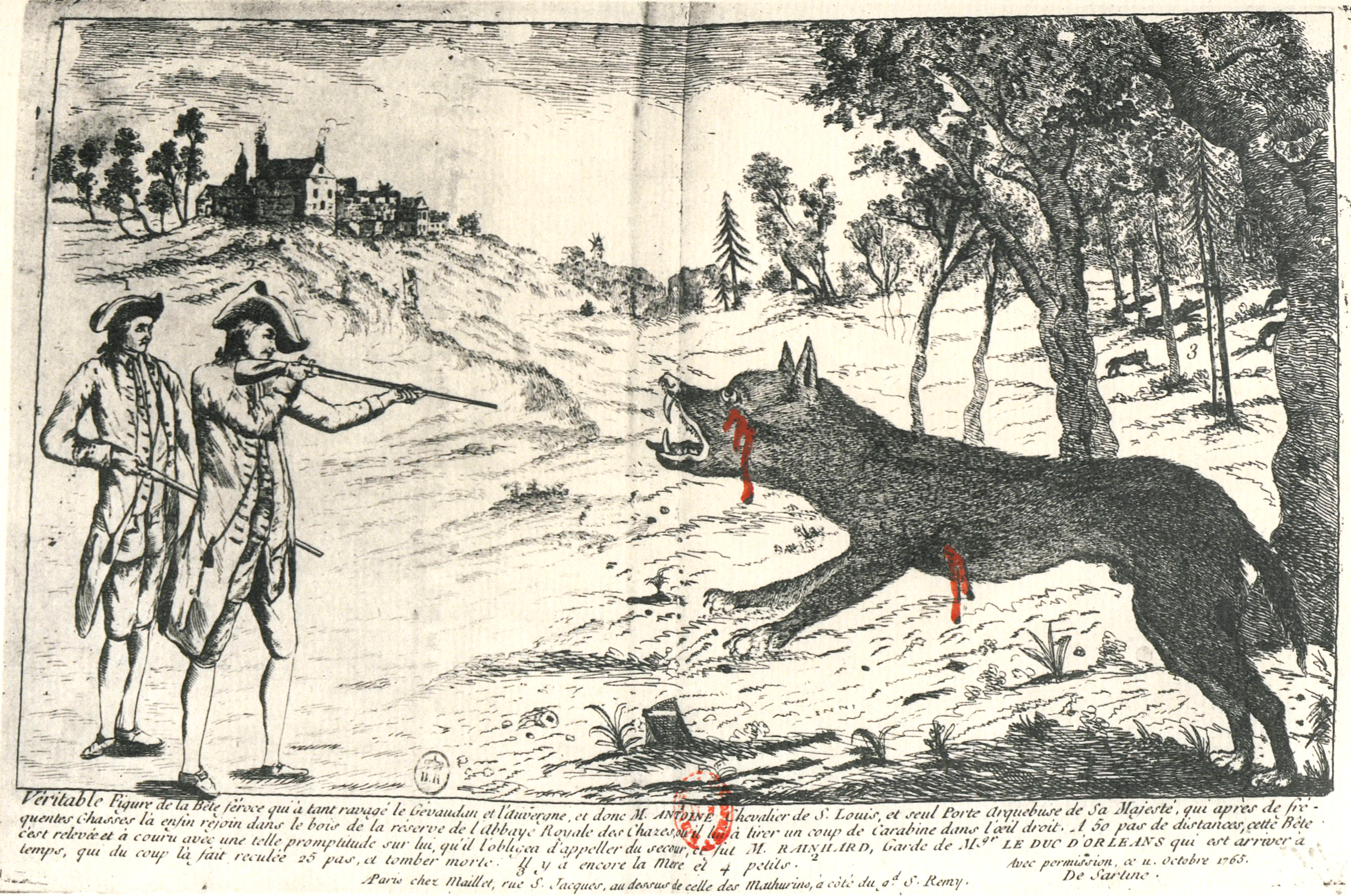
François Antoine doodt het Beest (18e eeuw), gravure, BnF
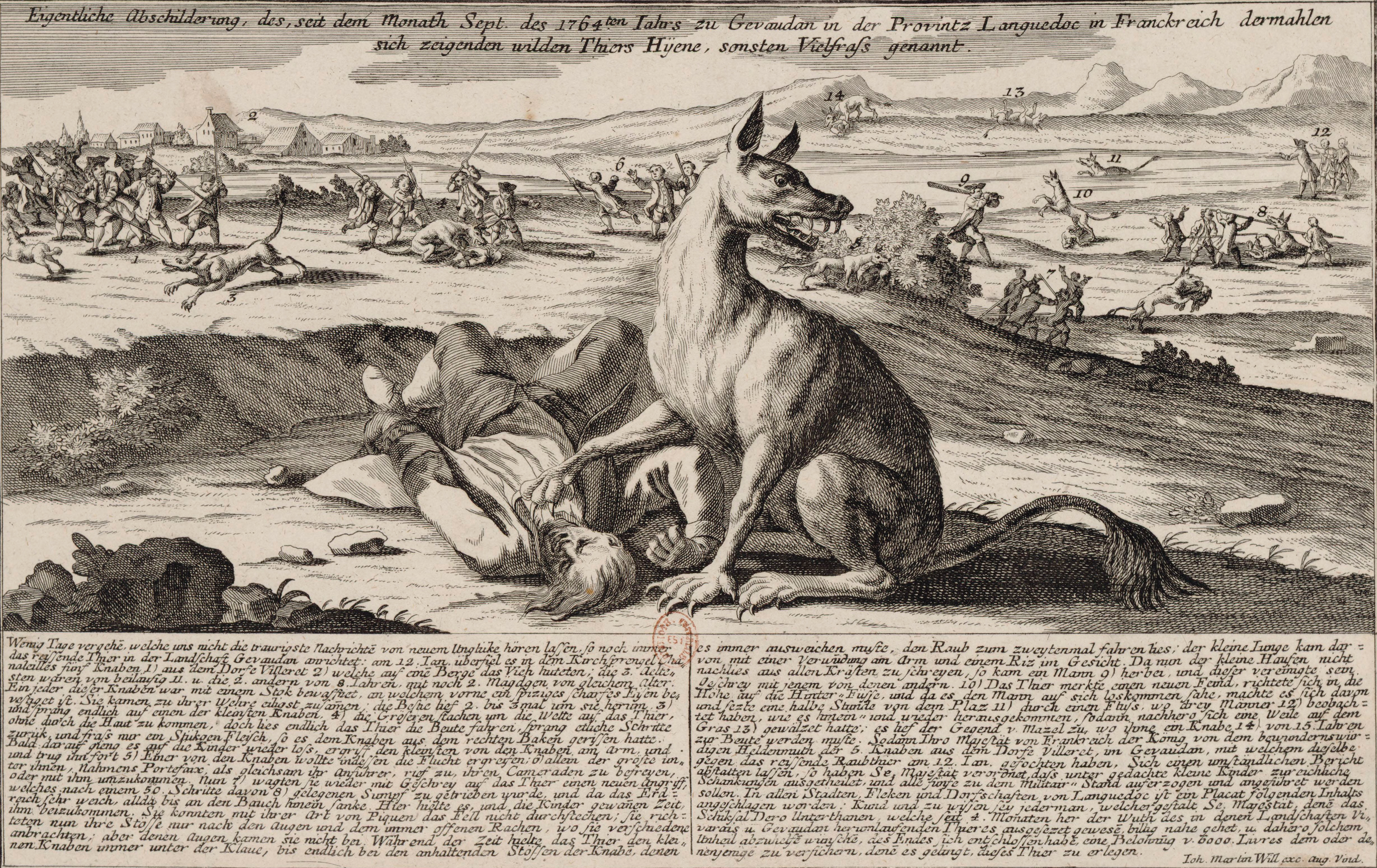
Het Beest van Gévaudan (1762-1764), gravure, BnF
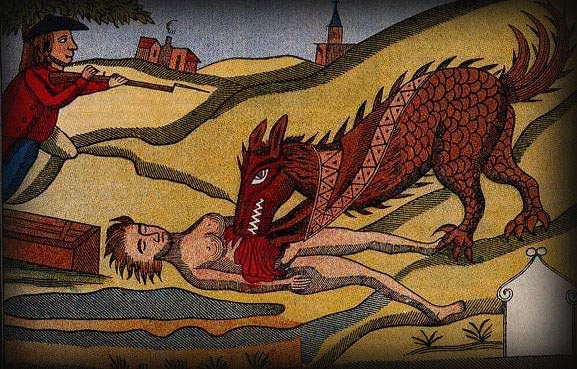
Het Beest met een van zijn slachtoffers (18e eeuw)
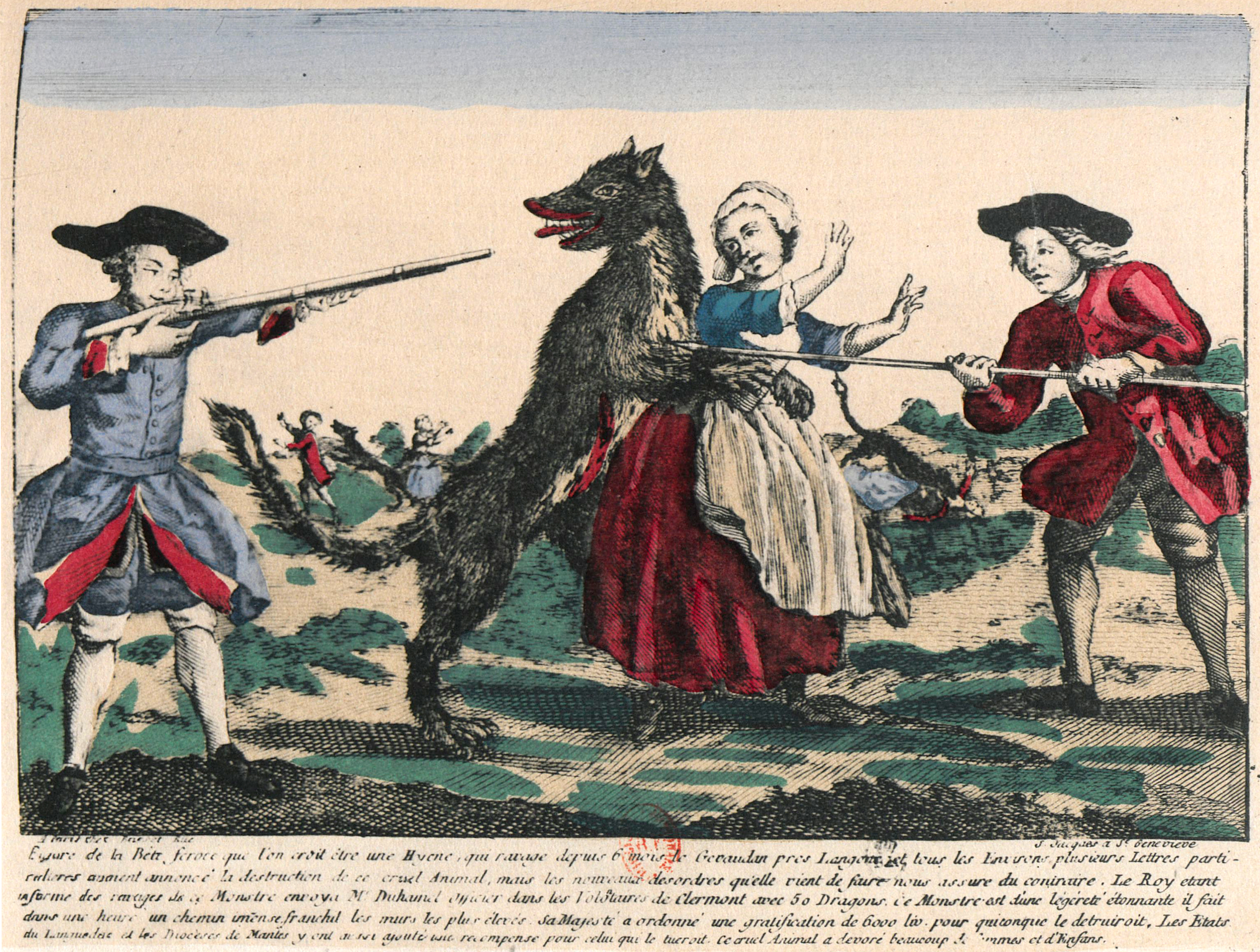
Aanval van het Beest (ca. 1764), gravure, BnF
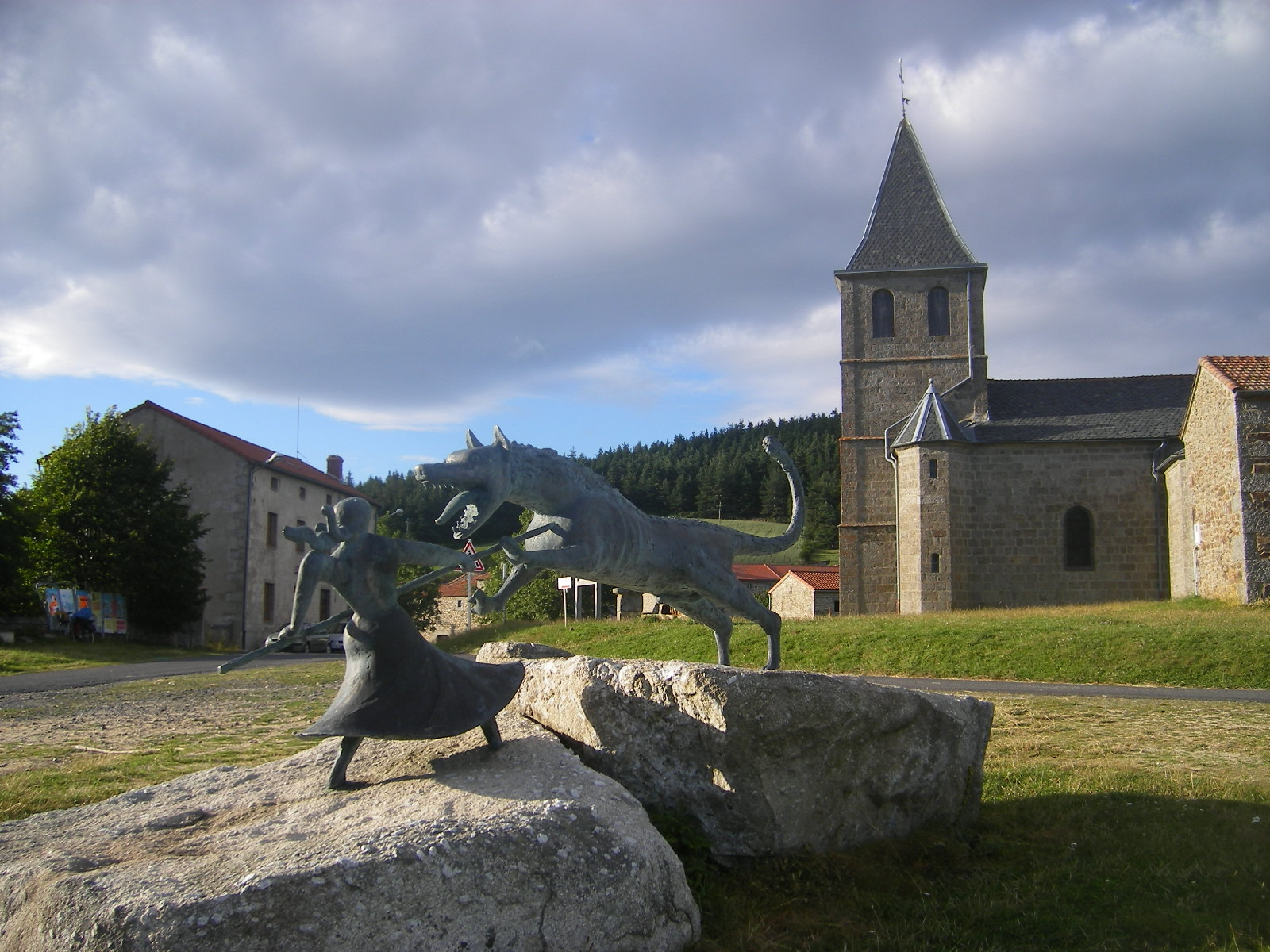
Monument voor het Beest in Auvers
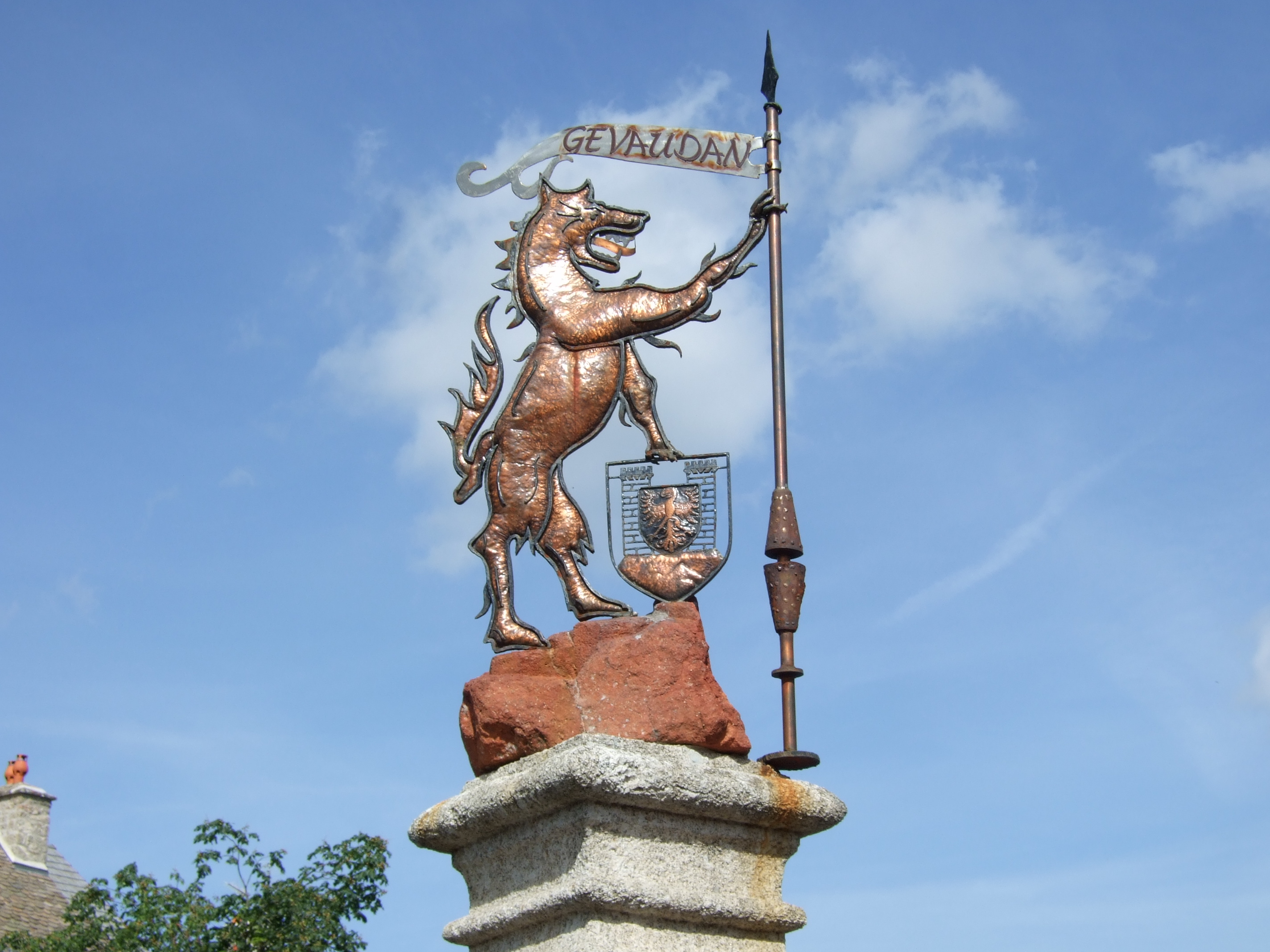
Een fontein in het centrum van Aumont-Aubrac
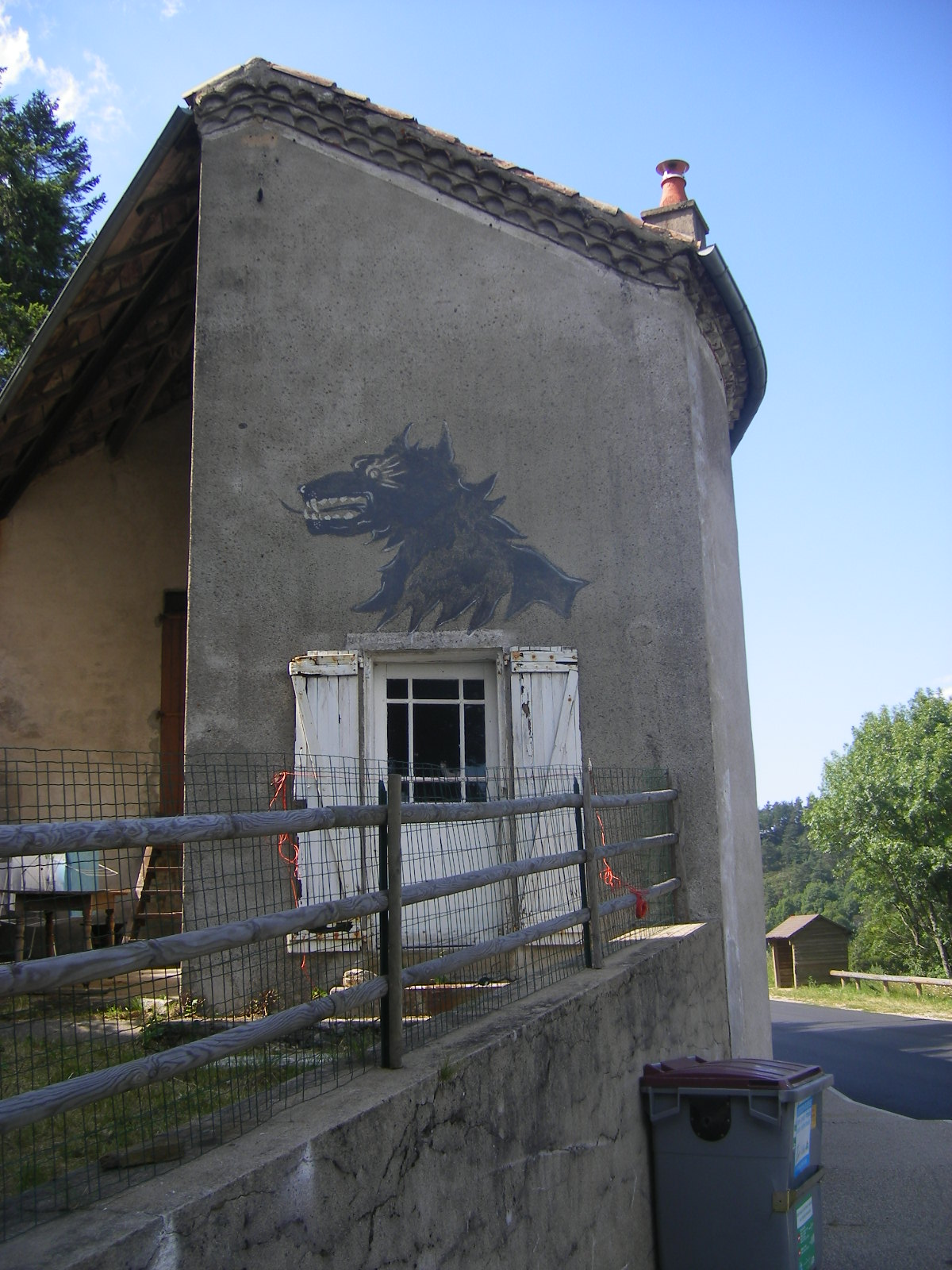
Muurschildering van het Beest in Luc
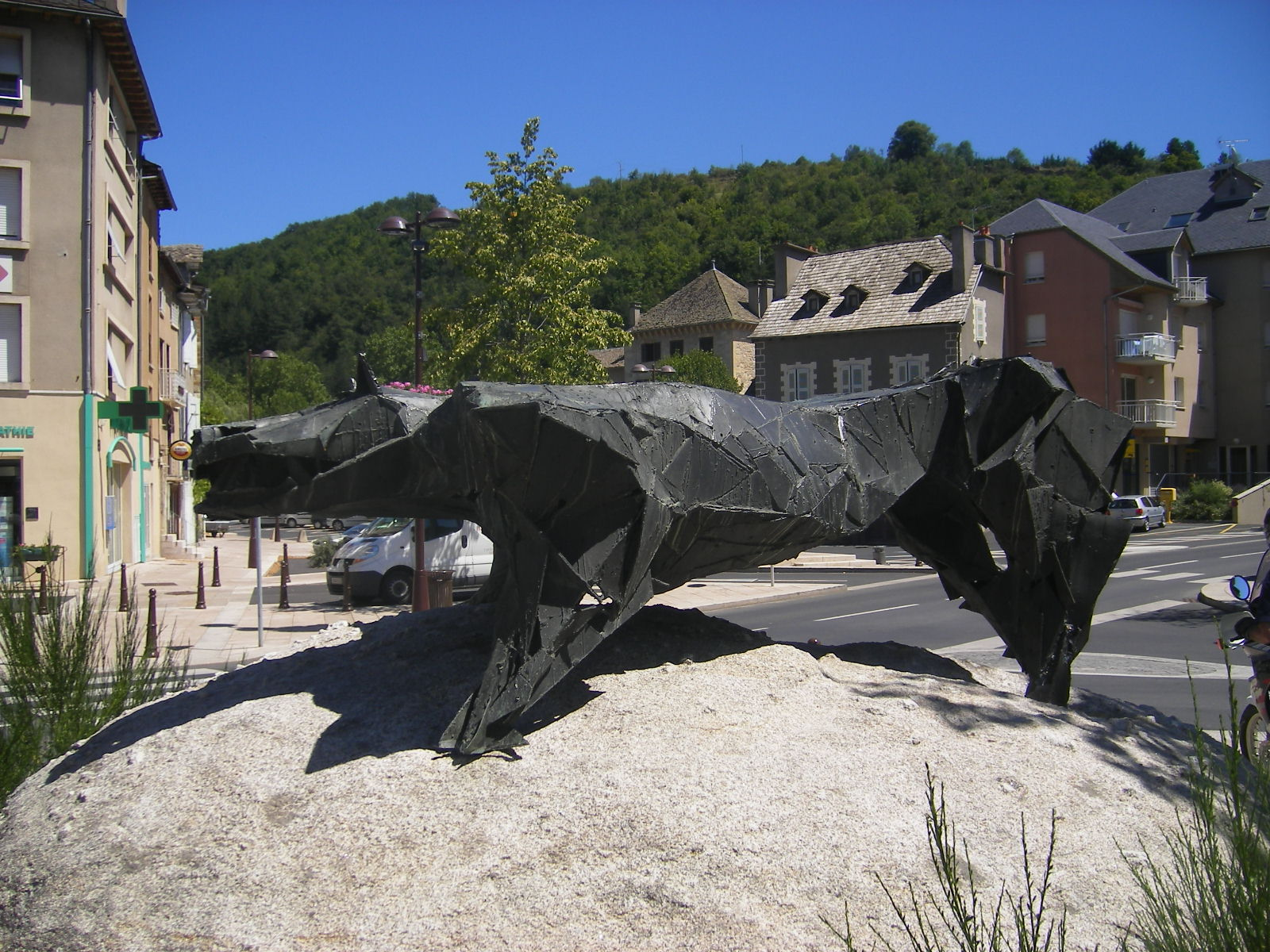
Monument voor het Beest in Marvejols